# Espumilla (Ecuador)
La espumilla es un merengue tradicional ecuatoriano y una popular comida callejera. Posiblemente se remonta a 1907, según registros que mencionan su existencia. Está hecha con claras de huevo, azúcar y pulpa de fruta, a menudo de guayaba, y se bate frecuentemente a mano para lograr la textura adecuada. Se asemeja a un helado y se vende a menudo en conos de helado. Originaria del centro de Quito, ahora se vende en toda Ecuador, incluyendo escuelas, plazas y mercados de frutas. La espumilla puede variar en sabor y adornos, a veces se le agrega jarabe de mora ecuatoriano, conocido como arrope de mora. Los dos sabores más comunes en Ecuador son guayaba y mora, aunque también hay de plátano, fresas y naranjilla. Este postre representa una parte del patrimonio culinario ecuatoriano y es popular entre lugareños y turistas. También se encuentra en Venezuela, Guatemala y Nicaragua.